# Southeastern Film Critics Association Awards 2006
Na 15. ročníku udílení cen Southeastern Film Critics Association Awards byly předány ceny v těchto kategoriích v roce 2006

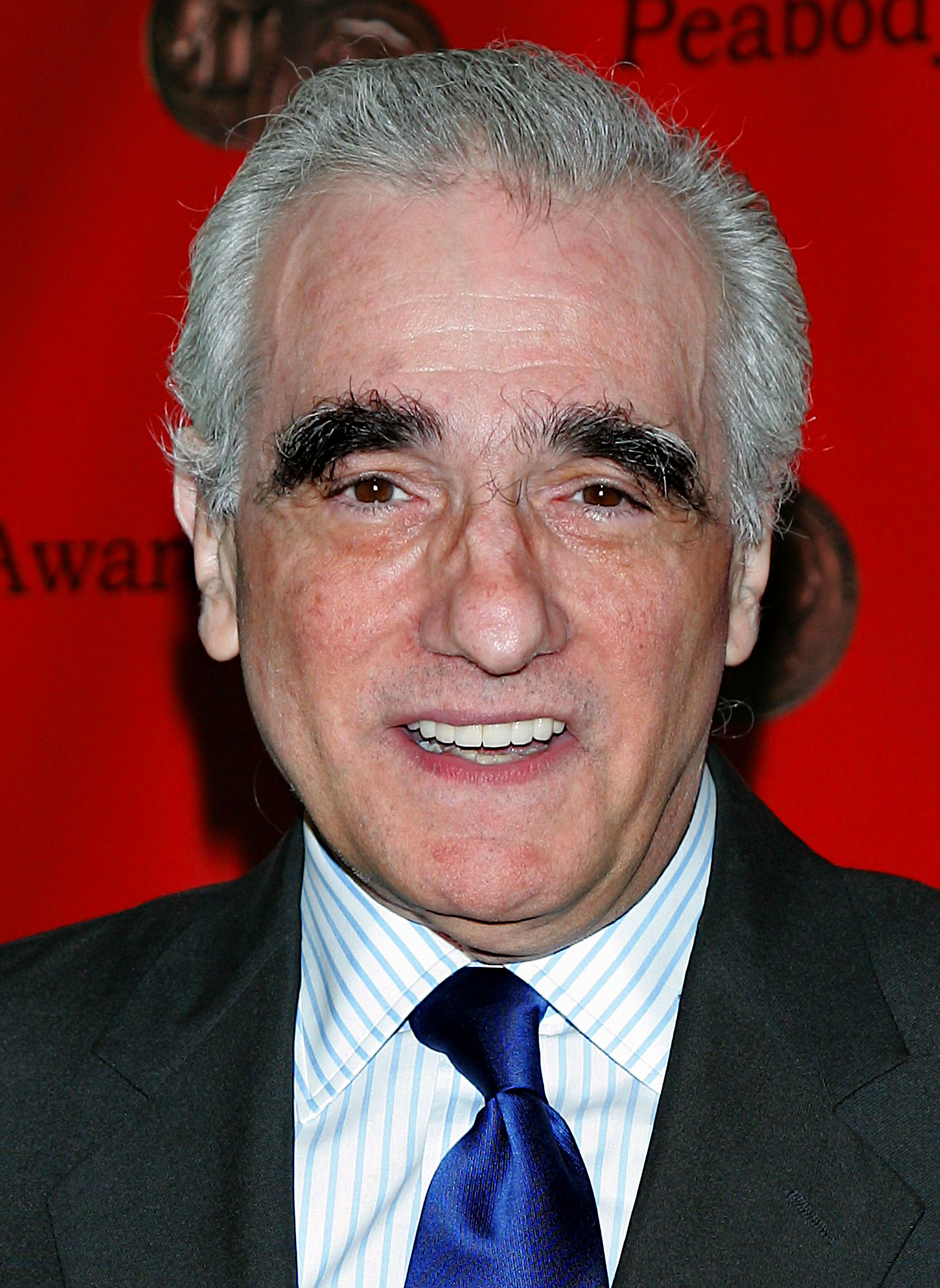
Martin Scorsese, vítěz Oscara pro nejlepší režii

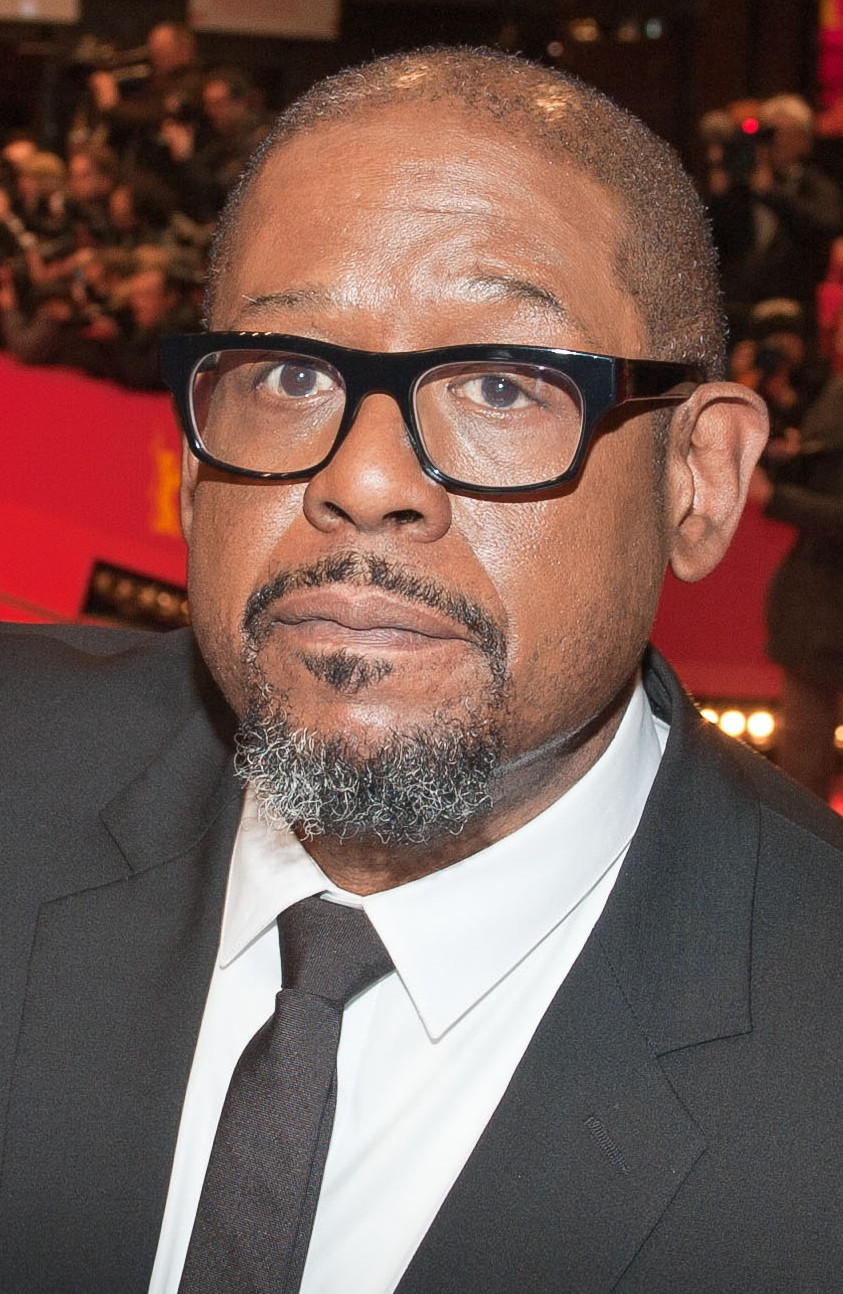
Forest Whitaker, vítěz ceny pro nejlepšího herce v hlavní roli

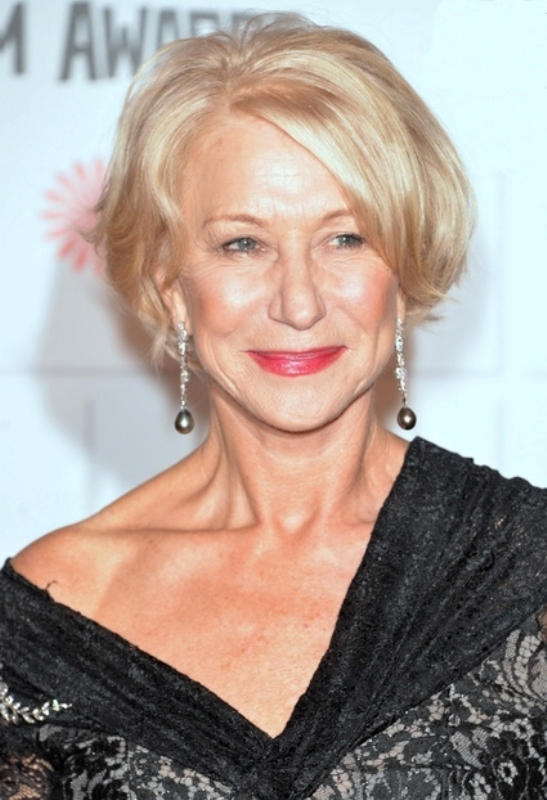
Helen Mirren, vítězka ceny pro nejlepší herečku v hlavní roli

## Vítězové a nominovaní
Nejlepší film
1. Skrytá identita
2. Dopisy z Iwo Jimy
3. Královna
4. Let číslo 93
5. Malá Miss Sunshine
6. Zápisky o skandálu
7. Babel
8. Faunův labyrint
9. Jako malé děti
10. Děkujeme, že kouříte

Nejlepší režisér: Martin Scorsese – Skrytá identita
Nejlepší herec v hlavní roli: Forest Whitaker – Poslední skotský král
Nejlepší herečka v hlavní roli: Helen Mirren – Královna
Nejlepší herec ve vedlejší roli: Jackie Earle Haley – Jako malé děti
Nejlepší herečka ve vedlejší roli: Jennifer Hudson – Dreamgirls
Nejlepší původní scénář: Michael Arndt – Malá Miss Sunshine
Nejlepší adaptovaný scénář: William Monahan – Skrytá identita
Nejlepší dokument: Nepříjemná pravda
Nejlepší animovaný film: Auta
Nejlepší cizojazyčný film: Faunův labyrint (Mexiko/Španělsko/USA)
Cena Wyatt Award: Sklapni a zpívaj